# Rumi Punco
 Rumi Punco  es una localidad ubicada en el departamento Departamento La Cocha al sur de la provincia de Tucumán. Es la localidad más austral de la provincia.

## Toponimia
El término Rumi Punco proviene de la unión de las palabras en quichua Rumi (piedra) y Punco (puerta), es decir que significa "Puerta de Piedra".

## Economía
Su economía se basa principalmente en la producción de tabaco y el cultivo de papa. También se producen cereales, oleaginosas (ej. maíz, soja), paltas y citrus.

## Accesos
Se puede acceder a través de la Ruta Nacional 64, o por la Ruta Nacional 38 que la conectan con las principales ciudades de la provincia y con la ciudad capital; además de estar vinculada con la vecina provincia de Catamarca por su ubicación limítrofe, a la que se trasladan diariamente por trabajo o servicios básicos. Se halla a 25 kilómetros de La Cocha y a 75 de Concepción.
Antiguamente se utilizaba el ferrocarril que llegaba desde la provincia de Catamarca, pero actualmente no presta función y sus instalaciones ferroviarias están totalmente desmanteladas.